# Zdeněk Moravec
Zdeněk Moravec (1968 –) es un astrónomo checo y astrofísico, prolífico descubridor de asteroides.
Se graduó en la Universidad Carolina de Praga. Entre 1992 y 2000, trabajó en el observatorio de Kleť, al sur de la República Checa, junto con Miloš Tichý y su esposa Jana Tichá. Desde 2001 es catedrático en la Universidad J. E. Purkyně de la ciudad checa de Ústí nad Labem

## Asteroides descubiertos
El Centro de Planetas Menores le acredita el descubrimiento de un total de 93 cuerpos (entre 1994 y 1998), de los cuales 65 fueron co descubrimientos junto al astrónomo Miloš Tichý.